# Nord Lazaret
Nord Lazaret ist ein Stadtviertel (französisch: quartier) im Arrondissement Niamey II der Stadt Niamey in Niger.

## Geographie
Nord Lazaret befindet sich im Norden des urbanen Gemeindegebiets von Niamey. Die angrenzenden Stadtviertel sind Nord Faisceau im Norden, Dan Zama Koira im Nordosten, Cité Député im Osten, Banizoumbou II im Südosten, Lazaret im Süden und Cité Chinoise im Westen. Das Stadtviertel erstreckt sich über eine Fläche von etwa 157 Hektar und liegt wie der gesamte Norden von Niamey in einem Tafelland mit einer weniger als 2,5 Meter tiefen Sandschicht, wodurch nur eine begrenzte Einsickerung möglich ist.
Das Standardschema für Straßennamen in Nord Lazaret ist Rue LZ 1, wobei auf das französische Rue für Straße das Kürzel LZ für Lazaret und zuletzt eine Nummer folgt. Dies geht auf ein Projekt zur Straßenbenennung in Niamey aus dem Jahr 2002 zurück, bei dem die Stadt in 44 Zonen mit jeweils eigenen Buchstabenkürzeln eingeteilt wurde. Diese Zonen decken sich nicht zwangsläufig mit den administrativen Grenzen der namensgebenden Stadtteile. So wird das Schema Rue LZ 1 in den Stadtvierteln Lazaret, Banizoumbou II und Nord Lazaret angewendet.

## Geschichte
Nord Lazaret entstand nach 1989 als nördliche Erweiterung des Stadtviertels Lazaret.

## Bevölkerung
Bei der Volkszählung 2012 hatte Nord Lazaret 26.124 Einwohner, die in 4150 Haushalten lebten.

## Infrastruktur
Im Stadtviertel ist mit einem Centre de Santé Intégré (CSI) ein Gesundheitszentrum vorhanden.